# Oxalis oulophora
Oxalis oulophora är en harsyreväxtart som beskrevs av A. Lourteig. Oxalis oulophora ingår i släktet oxalisar, och familjen harsyreväxter. Inga underarter finns listade i Catalogue of Life.